# Monetica
La monetica, ovvero moneta informatica, designa l'insieme dei trattamenti elettronici, informatici e telematici necessari alla gestione dei pagamenti tramite carte di credito e affini. Più in generale si occupa della gestione automatica, cioè informatizzata, del denaro. Alcune tecnologie come bande magnetiche, microchip, RFID o NFC vengono usate per effettuare i pagamenti tramite un intermediario, come le banche o le società di carte di credito.